# Jacques Félix Auguste Lepic
Jacques Félix Auguste Lepic (Andrésy, 20 settembre 1812 – Parigi, 8 novembre 1868) è stato un generale francese.

## Biografia
Nato il 20 settembre 1812 ad Andrésy (Yvelines), Jacques Felix Auguste Lepic era figlio del generale napoleonico Louis Lepic, nonché fratello del generale Napoléon Lepic e zio del pittore francese Ludovic-Napoléon Lepic.
Studiò alla Scuola militare di St Cyr dal novembre del 1829, trasferendosi poi dal 1832 alla scuola di cavalleria da cui uscì nel 1834 col grado di tenente e venne inquadrato nel 5º reggimento corazzieri. Nel 1837 entrò nel corpo degli spahis coi quali prese parte alla campagna militare francese in Algeria dove rimase sino al 1840. Con la divisione d'Oran si distinse per la sua condotta ed ottenne una menzione onorevole il 12 marzo 1840.
Nel novembre del 1840, venne promosso capitano e destinato al 9º reggimento ussari. Dal novembre del 1849 al gennaio del 1850 fu ufficiale d'ordinanza presso il ministero della guerra francese.
Sposò il 7 febbraio 1850 Louise Claire Janvier de la Motte.
NEll'agosto del 1853 venne nominato chef d'escadron dell'11º reggimento cacciatori e poi tenente colonnello del 4° cacciatori. Dal 1 maggio 1854 al 21 febbraio 1856 divenne comandante dello squadrone delle Cent-Gardes, un corpo speciale di grande prestigio che era incaricato, come gli antichi pretoriani romani, di salvaguardare la figura dell'imperatore, svolgendo anche servizio all'interno del palazzo imperiale, come pure scortandolo ovunque egli si portasse. Nel 1856 venne destinato al 2° cacciatori con la promozione al grado di colonnello.
Dal maggio del 1859 al maggio del 1860 prese parte alla seconda guerra d'indipendenza italiana ed il 13 agosto 1865 venne promosso generale di brigata. Ottenne il 7 maggio 1868 il comando della 2ª brigata della divisione di cavalleria della Garde Impériale, ma morì a Parigi l'8 novembre di quello stesso anno. Venne sepolto a Andrésy.